# Le Départ (Beckmann)
Pour les articles homonymes, voir Le Départ.
Le Départ (en allemand : Abfahrt ; en anglais : Departure) est un triptyque de l'artiste allemand Max Beckmann, créé entre 1932 et 1935.

## Description
Le Départ est un triptyque : trois tableaux à l'huile, de format rectangulaire, le tableau central étant légèrement plus large.

## Historique
Max Beckmann débute la création de l'œuvre en mai 1932, à Francfort. À la suite de l'accession au pouvoir des Nazis, Beckmann perd son emploi de professeur et déménage à Berlin en 1933. Il y poursuit l'œuvre jusqu'en 1935.
L'œuvre fait partie des collections du Museum of Modern Art, à New York.